# فريدريك هارتونغ
فريدريك هارتونغ (بالإنجليزية: Frederick Hartung)‏ هو سياسي أمريكي، ولد في 30 يوليو 1857 في واواتوزا في الولايات المتحدة. حزبياً، نشط في الحزب الجمهوري. وقد انتخب عضو جمعية ولاية ويسكونسن.